# Grótta Seltjarnarnes
Le Grótta Seltjarnarnes est un club omnisports islandais basé à Seltjarnarnes dans l'agglomération de Reykjavik. Il possède notamment des sections de football, de handball et de gymnastique.

## Historique
- 1967 : fondation du club

## Section football

### Palmarès
- Vainqueur du Championnat d'Islande D3 masculin (1) : 2009
- Vainqueur du Championnat d'Islande D4 masculin (1) : 1991

## Section handball

### Palmarès
- Vainqueur du Championnat d'Islande féminin (1) : 2015
- Finaliste de la Coupe d'Islande masculine : 2009, 2016

### Personnalités liées au club
- / Alexander Petersson : joueur de 1998 à 2003
- Guðjón Valur Sigurðsson : joueur de 1991 à 1998
- Geir Sveinsson : entraînur de 2011 à 2012